# Kōdōkan

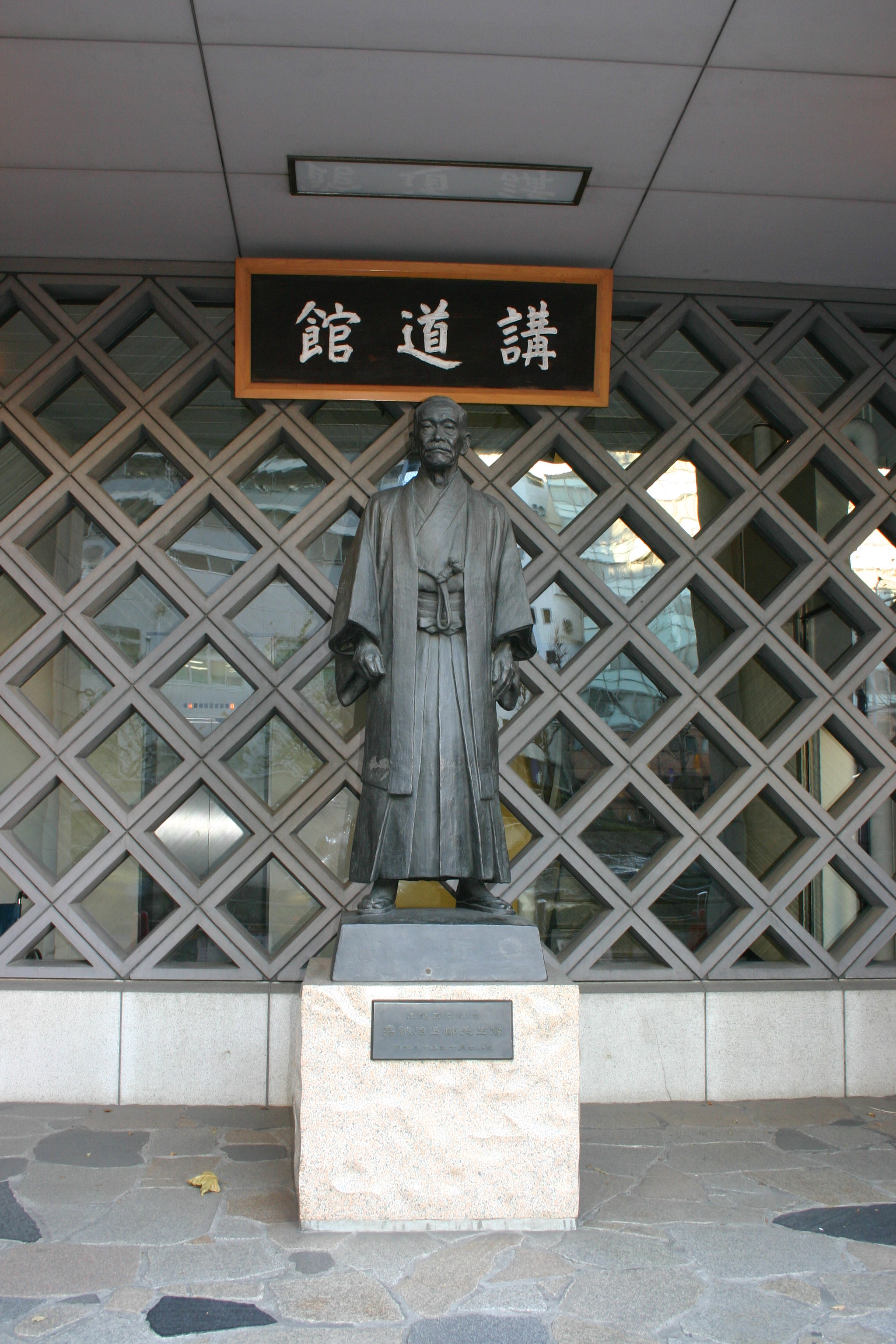
Estàtua de Jigoro Kano en l'entrada de l'Institut Kodokan.

Kōdōkan (讲道 馆) o Institut Kodokan, és la seu central de la comunitat mundial de judo. Va ser fundada el 1882 per Jigoro Kano, creador del judo, i se situa actualment en un edifici de vuit plantes a Tòquio (Japó).
L'institut té com a funció impartir classes als que volen aprendre i professionalitzar-se en el judo. El programa d'estudi és autoritzat com el d'una escola no regular segons el Govern Metropolità de Tòquio. El curs inclou l'estudi teòric i pràctic de judo, igual que temes d'educació general.
Actualment posseeix 1.206 estores de tatami, agrupades en cinc dojos: principal, escola, internacional, dones i nens, i hi ha dojos especials per judokes retirats i per a l'estudi de tècniques especials.